# Narcinops westraliensis
Narcinops westraliensis (лат.) — вид скатов из семейства нарциновых отряда электрических скатов. Это хрящевые рыбы, ведущие донный образ жизни, с крупными, уплощёнными грудными и брюшными плавниками в форме диска, выраженным хвостом и двумя спинными плавниками. Они способны генерировать электрический ток. Обитают в субтропических водах восточной части Индийского океана на глубине до 70 м. Максимальная зарегистрированная длина 29 см.

## Таксономия
Впервые вид был научно описан в 1966 году под названием Narcine westraliensis. Видовое название присвоено по месту поимки голотипа (Западная Австралия).

## Ареал
Narcinops westraliensis обитают в восточной части Индийского океана у побережья Австралии от залива Шарк до Порт-Хедленда. Эти скаты встречаются на континентальном шельфе на глубине от 10 до 70 м.

## Описание
У этих скатов широкие и закруглённые грудные плавники, образующие овальный диск, который имеет вид приплюснутого головастика. Имеются два маленьких спинных плавника и хвост, оканчивающийся хвостовым плавником. Позади глаз расположены брызгальца. У основания грудных плавников перед глазами сквозь кожу проглядывают электрические парные органы в форме почек, которые тянутся вдоль тела до конца диска.
Окраска дорсальной поверхности тела однотонная или пятнистая цвета. Максимальная зарегистрированная длина 29 см.

## Биология
Narcinops westraliensis являются донными морскими рыбами. Они размножаются яйцеживорождением, эмбрионы вылупляются из яиц в утробе матери и питаются желтком и гистотрофом. Самки достигают половой зрелости при длине 18 см. Длина новорожденных около 7 см. Рацион состоит из червей и мелких донных животных.

## Взаимодействие с человеком
Эти скаты не представляют интереса для коммерческого рыболовства. В ареале интенсивный промысел не ведётся. Международный союз охраны природы присвоил этому виду статус сохранности «Вызывающий наименьшие опасения».